# Епархия Сегисамы
Епархия Сегисамы (лат. Dioecesis Samonensis) — титулярная епархия Римско-Католической церкви.

## История
В XI веке была создана епархия Сегисамы (античное название Сасамона), которая в этом же веке была упразднена.
С 1969 года епархия Сегисамы является титулярной епархией Римско-Католической церкви.

## Ординарии епархии
- епископ Мунио (1071—1087).

## Титулярные епископы
- епископ Марко Алаупович (13.01.1970 — 18.04.1979);
- епископ Джон Джозеф (24.10.1980 — 9.01.1984) — назначен епископом Фейсалабада;
- епископ Пётр Скуха (18.12.1986 — по настоящее время).

## Источник
- Annuario Pontificio, Libreria Editrice Vaticana, Città del Vaticano, 2003, стр. 892, ISBN 88-209-7422-3